# Seznam paragvajskih tenisačev
Seznam paragvajskih tenisačev.

## C
- Camila Giangreco Campiz

## D
- Ramón Delgado

## E
- Lara Escauriza

## G
- Sara Giménez
- Montserrat González

## L
- Daniel Alejandro López

## P
- Víctor Pecci

## R
- Rossana de los Ríos
- Verónica Cepede Royg